# 木口階段
木口階段（こぐちかいだん）とは、柱を横にして段々に並べたような階段を指す。

## 概要
正殿の階段は神殿へと導くための装置である。階段の始まりは「一木造り出し」といわれているが、その発展型が木口階段である。木口階段の擬宝珠や手摺りのデザインは明らかに大陸文化の影響を受けている。社寺建築では、ほとんどの階段が外部に設けられている。風雨に曝されるために、耐久年数は大変短い。擬宝珠、階段をはじめ、千木や鰹木、構造部材の木口には金物が取り付けられている。本来は腐食を防ぐためであるが、見栄えを考慮した化粧の役割も果たしている。